# فريدريشرودا
فريدريشرودا (بالألمانية: Friedrichroda) هي بلدة ألمانية تقع في ألمانيا في تورينغن.  يقدر عدد سكانها بـ 7,741 نسمة .

## المدن التوأمة
مدن Nouvion-sur-Meuse، ببرا، Bad Zwesten و Heiligenblut هي مدن توأمة لـفريدريشرودا.

## معرض صور

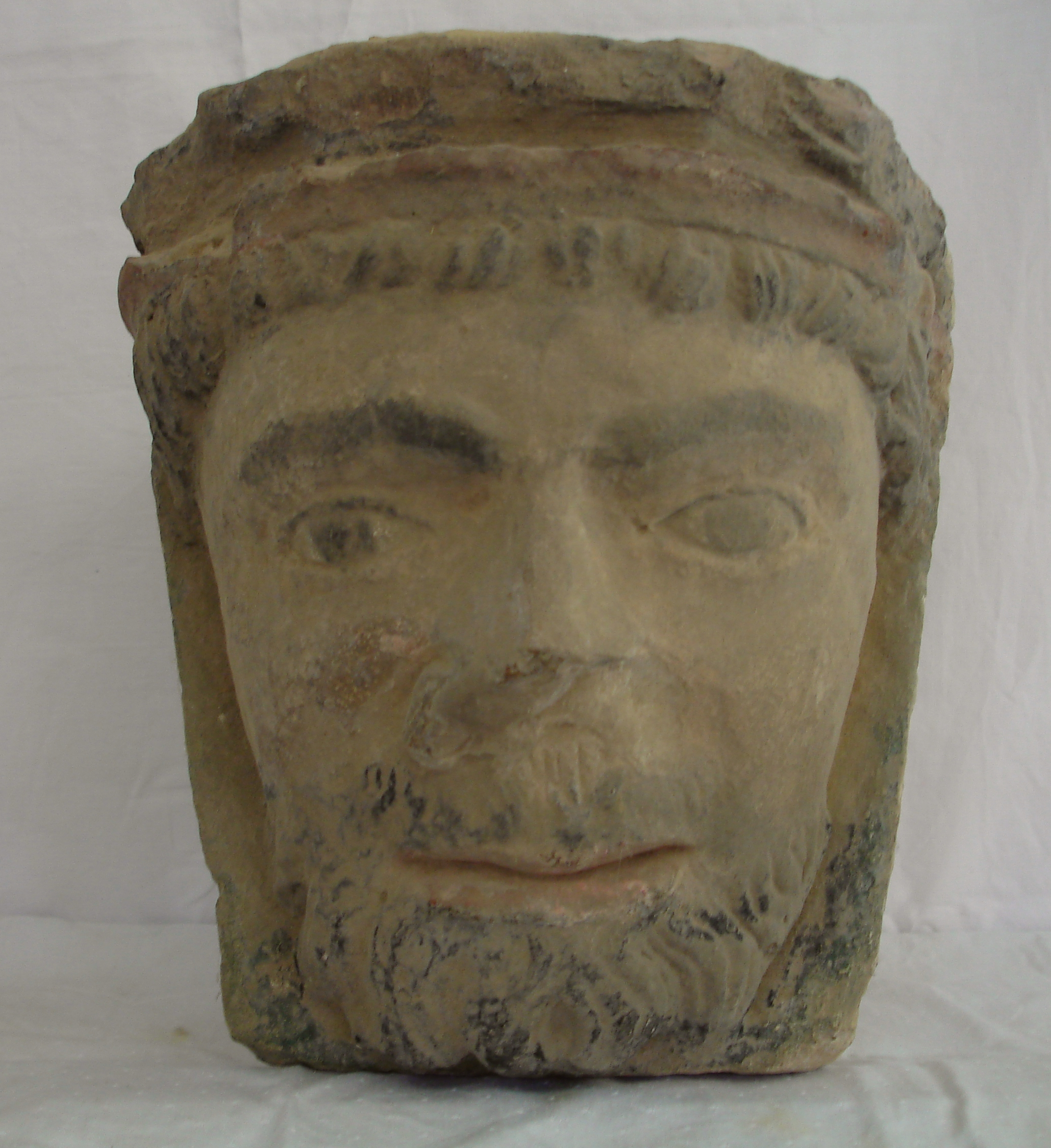
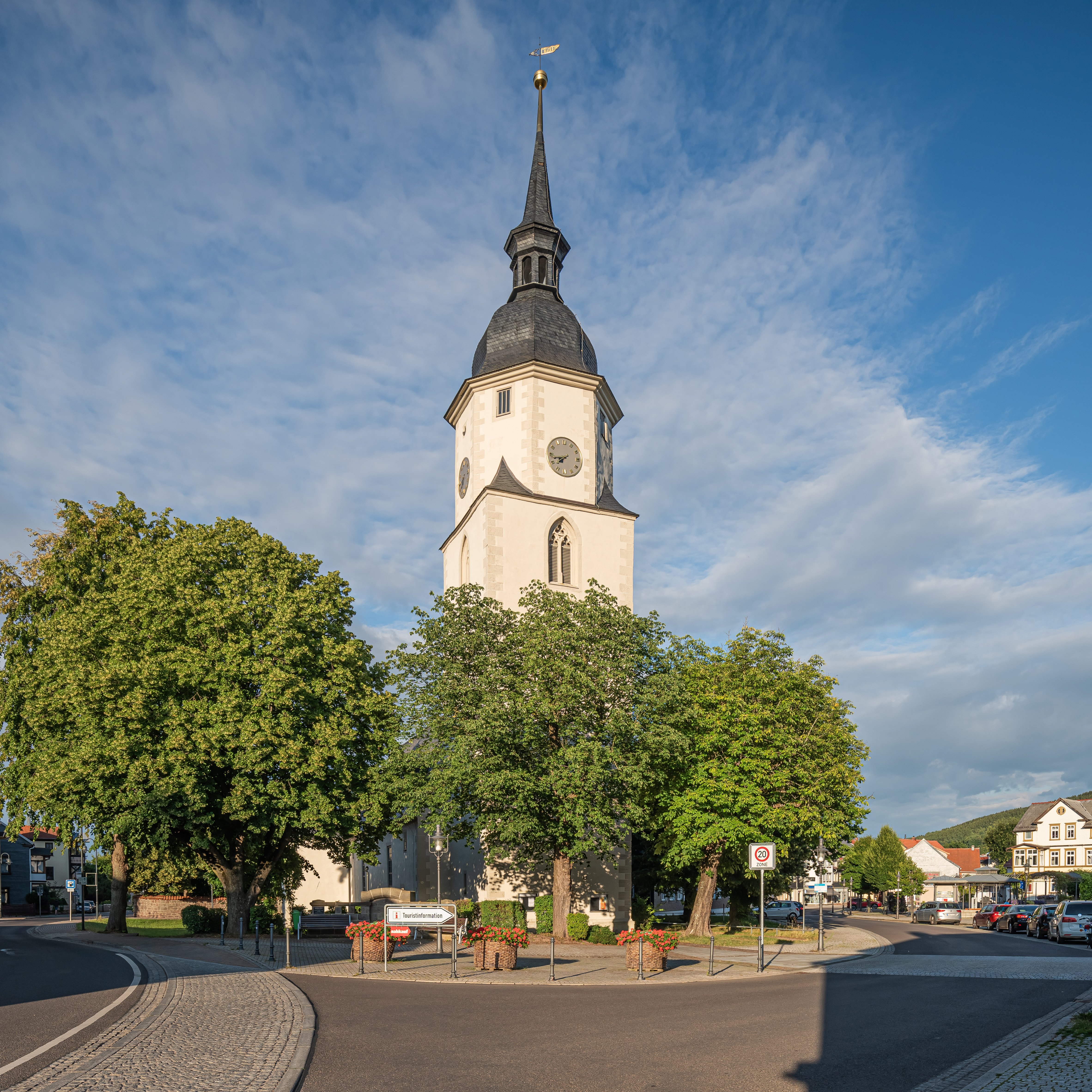
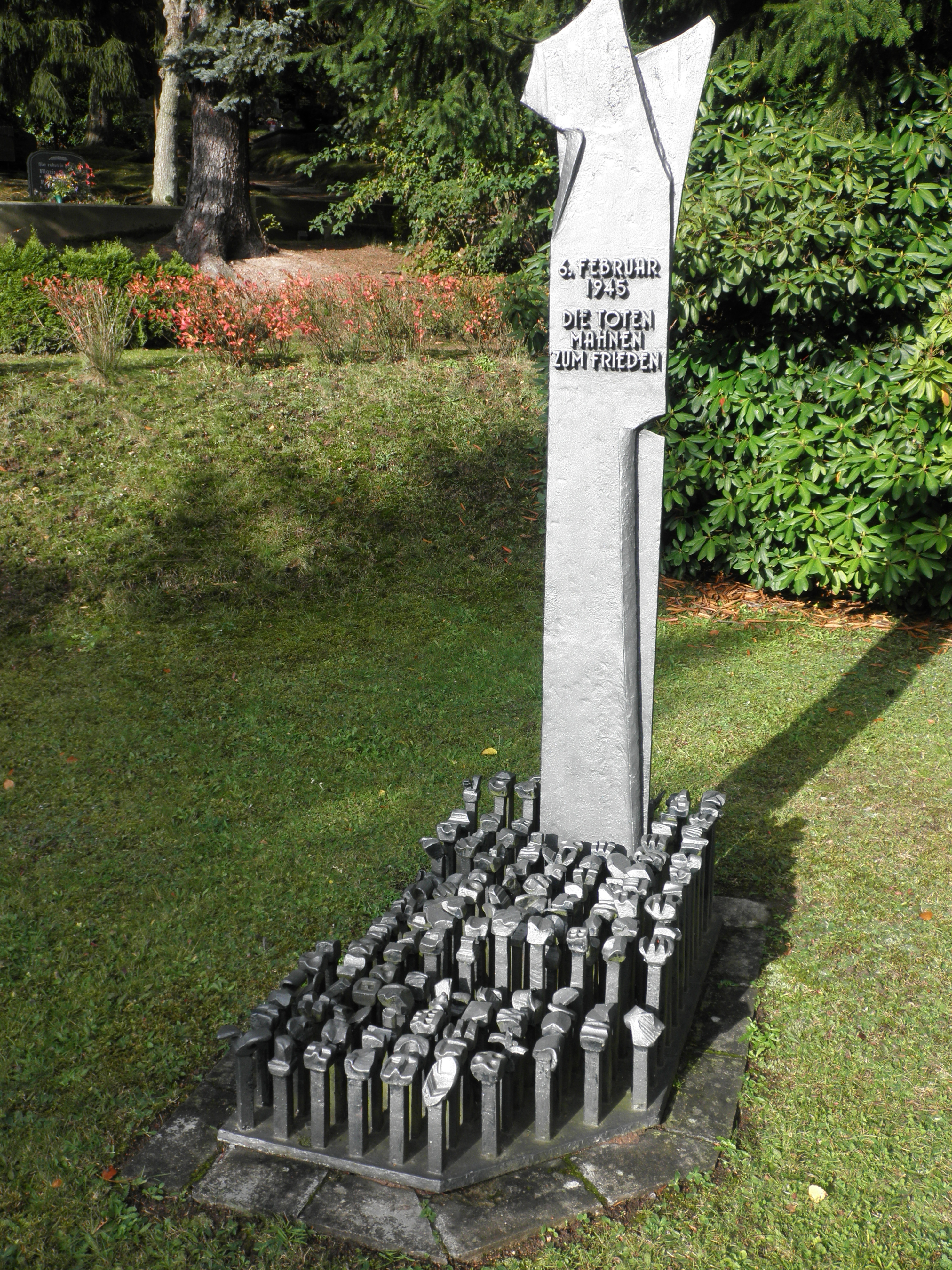

## أعلام
- كاترين غورنغ إيكارت
- هرمان فريدريش ويلهلم هنريكس